# Abou Mosab al-Barnaoui
Habib Yusuf, mais conhecido como Abu Musab al-Barnaui (Borno, 1994 – Borno, agosto de 2021), foi um jihadista nigeriano. Do verão de 2016 até março de 2019, e por um breve período em 2021, foi o chefe do chamado Estado Islâmico na África Ocidental.

## Biografia
Habib Yusuf é o filho mais velho de Mohamed Yusuf, o fundador do Boko Haram. Aos quinze anos, entrou na jihad no início da insurgência islâmica na Nigéria. Na época era muito próximo de Abubakar Shekau, que sucedeu Yusuf e fundou o Grupo Sunita para a Pregação e a Jihad (Jamā'at Ahl as-Sunnah lid-Da'wah wa'l-Jihād).
Fez sua primeira aparição em janeiro de 2015, em um vídeo no qual reivindicou a responsabilidade pelo Massacre de Baga em nome do grupo. Após a lealdade do Boko Haram ao Estado Islâmico em março de 2015, Abu Mosab al-Barnaoui aparece como porta-voz do Estado Islâmico na África Ocidental.
Mas, a partir desse período, começaram a surgir tensões entre al-Barnaoui e Shekau. Este último passa a contestar o fato de al-Barnaoui ser o porta-voz do grupo. Al-Barnaoui, por sua vez, se aproxima de Mamman Nour, que era um confidente íntimo de seu pai. Ambos recrutaram partidários que dispersaram na região do Lago Chade. Eles também criticam os ataques de Shekau a civis muçulmanos, que considerava que qualquer pessoa que aceite viver em territórios controlados pelo governo nigeriano como merecedora de morte.
Em 2 de agosto de 2016, o Estado Islâmico apresentou Abu Mosab al-Barnaoui como o Wali e líder de suas forças na África Ocidental e anuncia a destituição de Abubakar Shekau, considerado extremista demais pelo Estado Islâmico. Este último, no entanto, rejeita sua deposição e critica Abu Mosab al-Barnaoui, a quem descreve como "desviante".
Al-Barnaoui tinha apenas 22 anos quando assumiu a chefia do Estado Islâmico na África Ocidental.
As forças de Al-Barnaoui e Mamman Nour cometem menos abusos contra civis muçulmanos do que as de Shekau; Al-Barnaoui também pede uma maior concentração de ataques aos “cruzados cristãos”.
Em meados de agosto, eclodiram combates entre o Estado Islâmico e o Grupo Sunita para a Pregação e a Jihad. Esses primeiros confrontos foram vantajosos para os partidários de Barnaoui, que expulsaram os apoiadores de Shekau de vários vilarejos. A facção de Barnaoui se estabeleceu no nordeste de Maiduguri. É considerada melhor organizada do que a de Shekau.
Al-Barnaoui teria estabelecido contatos com as forças do Estado Islâmico no Grande Saara, liderado por Adnane Abou Walid Al-Sahraoui, e ativo nas áreas fronteiriças do Mali, do Níger e do Burkina Faso. Cada um buscando estender suas áreas de atuação para o outro. Em janeiro de 2017, al-Barnaoui foi supostamente visto na região nigeriana de Toumbounji e em Kaïowa, perto da fronteira com o Benin.
Abu Mosab al-Barnaoui foi por sua vez deposto pelo Estado Islâmico em março de 2019 e substituído por Abu Abdallah Idrisa ou Abu Abdullah Ibn Umar Al-Barnaoui. No entanto, seria reconduzido à frente do grupo em 2021.
Com al-Barnawi restaurado ao comando, o Estado Islâmico na África Ocidental iniciou uma investida contra a Floresta Sambisa, infligindo uma grande derrota à facção de Shekau e possivelmente resultando na morte do mesmo. Consequentemente, al-Barnawi declarou o Boko Haram dissolvido, e Shekau como morto, condenando-o como "alguém que cometeu terrorismo inimaginável".
Em agosto de 2021, foi reportado que al-Barnaoui foi morto na região de Borno. Existe duas versões para sua morte, incluindo que ele pereceu num combate com tropas nigerianas ou que ele foi assassinado por rivais islamitas.